# Christlessee
Der Christlessee liegt im Südosten von Oberstdorf, beim Weiler Gottenried, im bayerischen Landkreis Oberallgäu in Deutschland.

## Lage
Der auf einer Höhe von 916 m ü. NN liegende Gebirgssee befindet sich in einem Wasserschutzgebiet und wird von unmittelbar südlich gelegenen Quellen gespeist, die Oberstdorf mit Trinkwasser versorgen. Außerdem befinden sich am Grund des Sees einige Karstquellen. Diese sorgen dafür, dass der kristallklare Christlessee mit Trinkwasserqualität im Winter nie zufriert, da dieses Quellwasser Sommer wie Winter eine Temperatur von vier bis sechs Grad hat. Der abfließende Bach mündet nach etwa 400 Metern von links in die Trettach.
Erreichbar ist der See über die für den öffentlichen Verkehr gesperrte Straße in das Trettachtal oder über einen Wanderweg ab Oberstdorf über Gruben nach Gottenried.

## Legende
Vor rund 120 Jahren wurde in einem alten Sagenbuch ein Ereignis aufgeschrieben, das sich nicht genau datieren lässt: Glasbläser mit ihren Helfern sollen von der bei Venedig gelegenen Inselgruppe Murano losgezogen sein, um nach besonderen Materialien für ihre Glaskunst zu suchen, und bald darauf soll ein hageres Männlein in sonderbarer Tracht am Christlessee aufgetaucht sein. Fortan soll dieses Männlein jedes Jahr eine Schaufel aus dem nahe gelegenen Haus geholt und feinen Schlamm geborgen haben. Diesen trocknete es und packte ihn dann in ein Taschentuch. Wenn es nach getaner Arbeit die Schaufel zurückgab, sagte es meistens: ‚So, jetzt hab ich wieder auf ein Jahr genug zum Leben.‘ Es wird erzählt, dass das sogenannte Venedigermännle neben Gold auch Kobalt gesucht habe. Mit diesem wird das zum Färben von Glas verwendete Blau hergestellt. Aber vor allem war das Venedigermännle auf Manganerz aus, das zum Entfärben des Glases bzw. zur Herstellung von Weißglas benötigt wurde. Auf diese begehrte Glasart, die zur Herstellung von Spiegeln benötigt wurde, hatten die Venetianer das Monopol. Deshalb war das Geheimnis um die Entfärbung des Glases mit der Todesstrafe bewehrt! – Im Trettachtal sagen die Leute, dass das Männlein damals Goldschlamm gefunden, der See das Kobalt aber scheinbar für sich behalten habe; das sehe man besonders im Sommer aus der Tiefe des Sees leuchten.

## Geotop
Die Karstquellen im Christlessee sind vom Bayerischen Landesamt für Umwelt als bedeutendes Geotop (Geotop-Nummer: 780Q001) ausgewiesen.